# Tiberinus
Tiberinus (Tiberinus Pater) a Tiberis folyó numene a római mitológiában. Az egyik mítosz szerint Ianus fia, egy másik szerint Alba Longa valamelyik királya belefulladt az Albula patakba, s azt nevezték el később Tiberisnek. Megint másik elbeszélés szerint Veii királya volt, aki elesett a Minósz fia, Glaukosz elleni csatában, majd álmában megjelent Aineiasznak, és azt tanácsolta neki, hogy kössön békét Evanderrel.
Temploma állt a Tiberis egyik szigetén, s ünnepe alakult ki a halászok körében.